# 猫の墓
『猫の墓』（ねこのはか）は、夏目漱石の次男でエッセイストの夏目伸六のエッセー集である。夏目家の人々や、漱石にかかわりの会った人々を客観的な視点で描いた16編のエッセーからなっている。1960年、文藝春秋新社（1984年に、河出文庫で再刊、副題に「父・漱石の思い出」）で出版された。

## 内容紹介
- 「猫の墓」 - 『吾輩は猫である』の語り手として描かれた猫など夏目家で飼われたペットのエピソードが綴られる。夏目家に住み着いた猫は漱石の転居のたびに鈴木三重吉によって運ばれた。早稲田の家で死んだ猫は庭に葬られ、漱石は「この下に稲妻起こる宵あらん」の句を墓標にしたためた。その後に飼われた「ヘクトー」という犬などのペットの遺骨とともにまとめられて猫の13回忌の頃、漱石夫人鏡子によって九重の石塔が立てられた。この石塔は戦災によって漱石の旧家が焼けて跡地に都営アパートが建てられた後も「新宿区文化財」として保存されたることになった。
- 「岩波茂雄さんと私」 -  漱石の『こころ』を出版することから出発し大出版社になった岩波書店の創立者岩波茂雄の滑稽なところのある人物像がやや戯画化されて描かれる。
- 「マンノ家の人々」 - 長兄の夏目純一はベルリン、ウィーン、ブダペストでヴァイオリンを学ぶ。戦時中、純一の話をきいて伸六が執筆し、文藝春秋に純一の名前で発表されたエッセーで、純一のハンガリーで知り合った没落した地主、マンノ・クサンディーの家族が描かれる。
- 「父と二葉亭と本郷界隈」 - 漱石と二葉亭四迷はどちらも朝日新聞の社員となり一時近所に住むことがあったが、その交流はわずかなものであった。後日ふりかえると、漱石の住んだ千駄木の家は鴎外が若い頃に住んだ家でもあり、移り住んだ西片町の家の近くには樋口一葉が永眠した家があり、後にその家に森田草平が下宿した。漱石の西片町の家には魯迅が住んだことなどが紹介される。
- 「母のこと」 - 漱石夫人は悪妻であるという世評についての反論が書かれる。これを広めた小宮豊隆の話や漱石の「夫婦は親しきをもって原則とし親しからざるを以て常態とす。」という言葉や、津田青楓の漱石夫人の評「兎に角、女としては偉い人です。」などが紹介され、良妻賢母型ではなかったが男のようにさばさばとして大まかな人柄が紹介される。